# Герб Вармійського князівства

Прапор Вармійського єпископства з 15 століття (за Banderia Prutenorum)

Герб Вармінсько-Мазурського воєводства

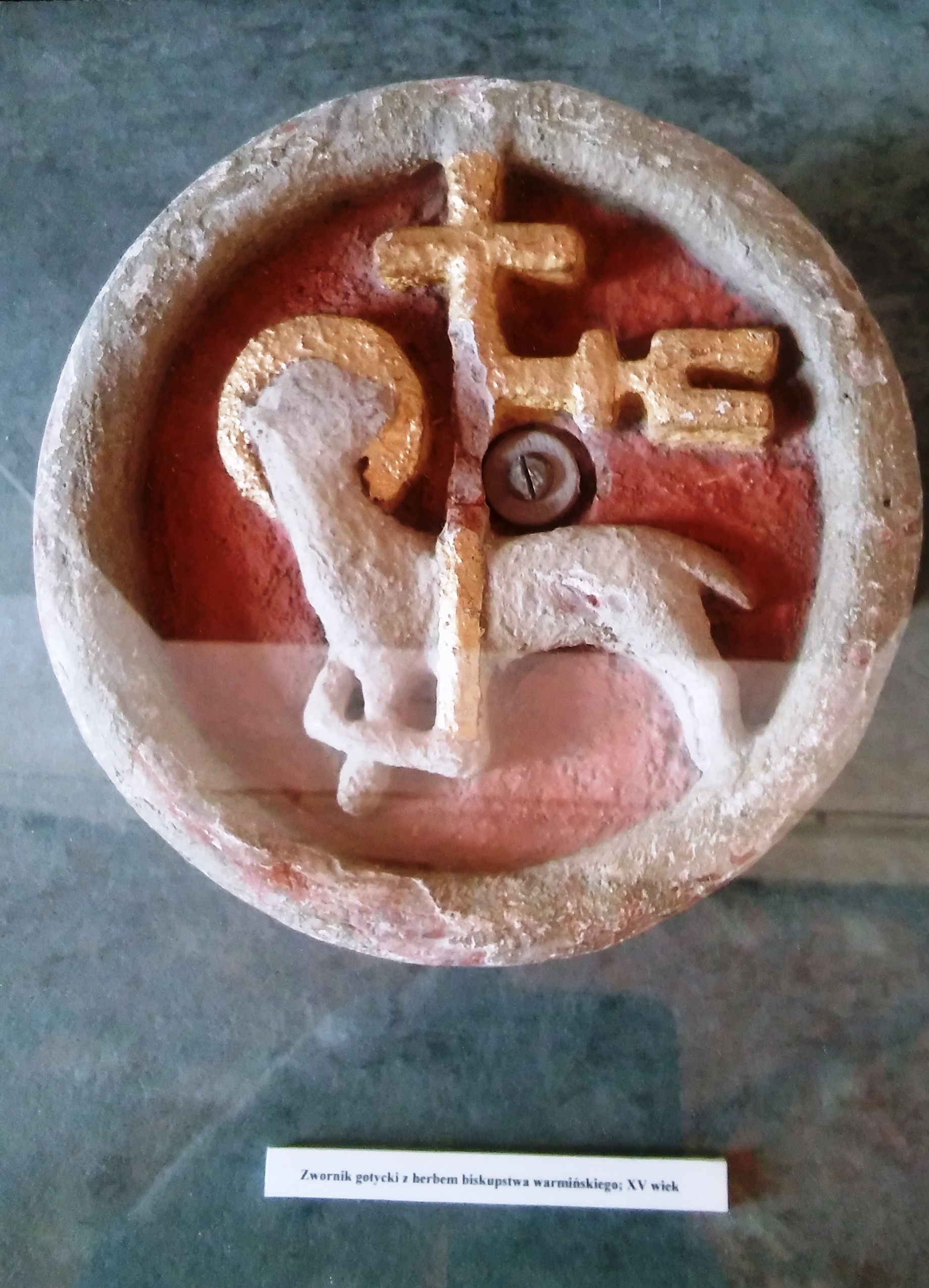
Надвірний наріжний камінь з гербом єпископа з церкви св. Катерини в Браньєво

Герб Вармійського князівства - символ Вармії та відмітна риса його самобутності в Пруссії, що створений на основі герба Вармійського єпископства: на червоному полі білий Агнець Божий кровоточить у келих, із золотим німбом та прапором, який він тримає з піднятою ногою. 
Зображення ягняти було розміщено на печатці у XIV столітті. З кінця XIV століття ягня було розміщене на наріжному камені на склепінні церкви св. Катажина в Бранєво (на даний момент зберігається в замку вармійських єпископів у Лідзбарку Вармінському). Агнець Божий розташований як на гербі Вармійського єпископства, так і на прапорі. Під час Грюнвальдської битви єпископ Вармійський став на бік тевтонських лицарів. Вармійський прапор разом з іншими тевтонськими прапорами (51 число) були захоплені польсько-литовськими військами. У Вавельському соборі вивішені захоплені прапори як обітниця. Ян Длугош у творі під назвою "Banderia Prutenorum" сумлінно відтворив і описав тевтонські знамена. У нові часи ягня зазвичай зображували без чаші, іноді в положенні на колінах, тоді як щит увінчався атрибутами, відповідними титулу князів. 

## Символи
Символіка герба є християнською. Боже Ягня (лат. Агнус Дей) у Новому Завіті означає Ісуса Христа. Ісус Христос - це справжній Агнець Божий, який знімає гріхи світу. УВ Євхаристії це одна з постійних частин мес, молитви перед причастям. У мистецтві він символізує Христа та його жертву спокутування; одне з найвідоміших вистав Агнця Божого - Вівтар Містичного Ягня Хуберта та Яна ван Ейкова . 
Герб Вармінського єпископства назавжди увійшов до територіальної геральдики. Він також відповідає всім правилам церковної геральдики. Повна версія складалася з таких компонентів: щит, хрест, капелюха священників, митри, патериці та двох шнурів, кожен з яких закінчується шістьма китицями. З часу, коли Вармія стала архієпархією (1992), шнури мають десять китиць. Архієпархіальний хрест має два рамена. Цей герб також виражав церковний характер Вармійського князівства, а отже, його особливе становище в межах Королівської Пруссії та щодо трьох прусських провінцій. Герб єпископату був на печатках адміністратора єпархії та глави країни, він також збігався з гербом міста столиці Вармії - Лідзбарком Вармінським. 
Герб червоний. Цей колір нагадує вармійським єпископам про вірність Церкві до пролиття крові. Ягня та прапор срібні, німб золотий. На прапорі є червоний хрест рівнобедрений. 

## Текст пісні "Агнець Божий"
Ця пісня співається під час меси. 
| Польською мовою : |  | Латиною : |
| Baranku Boży, który gładzisz grzechy świata, zmiłuj się nad nami. Baranku Boży, który gładzisz grzechy świata, zmiłuj się nad nami. Baranku Boży, który gładzisz grzechy świata, obdarz nas pokojem. |  | Agnus Dei, qui tollis peccata mundi, miserere nobis. Agnus Dei, qui tollis peccata mundi, miserere nobis. Agnus Dei, qui tollis peccata mundi, dona nobis pacem. |

## Зовнішні посилання
- Збройова частина Адама Кромера [Архівовано 1 грудня 2007 у Wayback Machine.]
- З. Глогер, Історична географія колишніх польських земель на вебсайті Вармінського дому [Архівовано 4 березня 2016 у Wayback Machine.]
- Вармійська архієпархія [Архівовано 19 липня 2008 у Wayback Machine.]